# Regata (Automarke)
Regata war eine brasilianische Automarke.

## Markengeschichte
Ein Unternehmen aus Fortaleza begann 1989 mit der Produktion von Automobilen. Der Markenname lautete Regata. 1990 endete die Produktion. Insgesamt entstanden nicht viele Fahrzeuge.

## Fahrzeuge
Das einzige Modell war ein VW-Buggy. Seine besondere Form der Überrollvorrichtung wurde später von inländischen Konkurrenten kopiert. Die offene türlose Karosserie bestand aus Fiberglas. Die Front des Fahrzeugs war relativ kurz und beinhaltete eckige Scheinwerfer. Ein Heckmotor trieb die Hinterräder an.